# راسا ایمانالیجوا
راساً ایمانالیجوا (انگلیسی: Rasa Imanalijeva؛ زادهٔ ۲۹ ژانویهٔ ۱۹۹۱) بازیکن فوتبال اهل لیتوانی است.
وی همچنین در تیم ملی فوتبال Lithuania بازی کرده‌است.